# Frist
Eine Frist (englisch term) ist ein bestimmter oder zumindest bestimmbarer Zeitraum, der vor, innerhalb oder nach einem bestimmten Ereignis liegen oder Rechtswirkungen auslösen kann.

## Allgemeines
Fristen, Termine und Form gehören zu den wichtigsten Voraussetzungen im Rechtsverkehr, denn ihre Nichtbeachtung oder Versäumnis führt zur Unwirksamkeit von Rechtsgeschäften oder bestimmte Rechte können nicht mehr geltend gemacht werden. Bei der Überschreitung der Frist ist die Rede von einer Verfristung. Die Einhaltung von Fristen und Terminen ist häufig auch für die Wirksamkeit einer Willenserklärung erforderlich. Fristen bestimmen zeitliche Grenzen für subjektive Rechte – beispielsweise Rechtsansprüche und Gestaltungsrechte – und ihre Geltendmachung. Fristen kommen in allen Rechtsgebieten vor und können verschiedenartig ausgestaltet sein. An ihre Einhaltung oder Versäumnis knüpft der Gesetzgeber verschiedene Rechtsfolgen. 

## Deutschland
In Deutschland beinhalten das BGB und eine Vielzahl von Gesetzen Fristen, Termine und Formvorschriften, die von den Normadressaten einzuhalten sind.
Bei Fristen schreibt die Generalnorm des § 186 BGB vor, dass für die in Gesetzen, gerichtlichen Verfügungen und Rechtsgeschäften enthaltenen Frist- und Terminbestimmungen die Auslegungsvorschriften der §§ 187 bis 193 BGB zu beachten sind. Sie gelten kraft Verweisung auch in vielen anderen Rechtsgebieten. Hieraus ergeben sich für alle Beteiligten einheitliche Fristberechnungen, damit Fristversäumnisse nicht durch fehlerhafte Fristberechnungen zustande kommen.

### Arten
Allgemein gibt es materiell-rechtliche und prozessuale sowie eigentliche und uneigentliche Fristen.

#### Materiell-rechtliche und prozessuale Fristen
Man unterscheidet materiell-rechtliche und prozessuale Fristen.
- Bei den materiell-rechtlichen Fristen gibt es rechtsbegründende Fristen (etwa die Ersitzungsfrist), rechtsvernichtende Fristen (Ausschlussfristen), rechtshemmende Fristen (Verjährungsfristen) und Abgrenzungsfristen (wie die Nachfrist).[2]
- Prozessuale Fristen sind in Gesetzen (etwa Rechtsmittelfrist) vorhanden und können durch richterliche Entscheidung (Klagefrist, Erwiderungsfrist auf gegnerisches Vorbringen) entstehen. Besonders zu beachten sind die Notfristen (§ 224 Abs. 1 Satz 2 ZPO).[3]

In beiden Rechtsgebieten kennt man auch die „Ereignisfristen“, die durch ein Ereignis ausgelöst werden. Hierzu gehört als Ereignis die Zustellung oder die Bekanntgabe einer Urkunde (§§ 166 ff. ZPO); hierbei zählt der Tag des Ereignisses nicht mit (§ 187 Abs. 1 BGB).
Eine Ausschlussfrist liegt dann vor, wenn ein subjektives Recht (Anspruch, Gestaltungsrecht) oder ein Rechtsbehelf innerhalb dieser Frist geltend gemacht werden muss. Kennzeichnend für eine Ausschlussfrist ist, dass der Bestand des zugrunde liegenden Anspruchs von der Geltendmachung innerhalb der Frist abhängt. Der Anspruch erlischt mit Ablauf der Frist. Im Unterschied zu den Regelungen der Verjährung handelt es sich bei einer Ausschlussfrist um eine Einwendung und nicht um eine Einrede. Eine Wiedereinsetzung in den vorigen Stand kommt nach ganz herrschender Auffassung nicht in Betracht, da gemäß § 32 Abs. 5 VwVfG eine Wiedereinsetzung in den vorigen Stand ausgeschlossen ist, wenn andere Rechtsvorschriften dies ausschließen. Die jeweiligen eine Ausschlussfrist anordnenden Rechtsvorschriften (z. B. § 2 Abs. 1 Satz 2 JVEG) werden im Sinne dieser Vorschrift als der Wiedereinsetzung entgegenstehende Rechtsvorschriften angesehen.

#### Eigentliche und uneigentliche Fristen
Als eigentliche Frist (oder richterliche Frist) bezeichnet man im Prozessrecht eine Zeitspanne, die das Gericht einer Partei oder mehreren Parteien gewährt, innerhalb derer sie Handlungen vornehmen oder sich auf Termine vorbereiten können bzw. müssen. Dagegen ist eine uneigentliche Frist (oder gesetzliche Frist) ein in einem Gesetz benannter Zeitraum, binnen dessen ein Gericht eine Amtshandlung vorzunehmen hat bzw. nach dessen Ablauf die Handlung als vorgenommen gilt.

### Fristberechnung
Die Berechnungsvorschriften (Fristbeginn, Fristende) finden sich in Deutschland in den §§ 186 ff. BGB, die unmittelbar nur für das bürgerliche Recht gelten. Andere Rechtsgebiete, z. B. das Zivilprozessrecht in § 222 ZPO oder das Verwaltungsverfahrensrecht in § 31 VwVfG, verweisen im Interesse der Rechtseinheit zum größten Teil auf diese Vorschriften. Die Ausschlussfristen sind bei den jeweiligen verfristungsfähigen Rechten oder Rechtsbehelfen selbst angeordnet (z. B. § 121 und § 124 BGB für die Anfechtung, § 70 VwGO für das Widerspruchsverfahren usw.). Den Tag, an dem die Frist zu laufen beginnt wird lateinisch dies a quo genannt, der Tag, an dem die Frist abläuft ist der dies ad quem.

#### Fristbeginn und Fristende
Wenn für den Anfang einer Frist ein Ereignis oder ein bestimmter Tageszeitpunkt maßgebend ist, so wird gemäß § 187 Abs. 1 BGB bei der Berechnung der Frist der Tag nicht mitgerechnet, in welchen das Ereignis oder der Zeitpunkt fällt. Ist der Beginn eines Tages der für den Fristbeginn maßgebende Zeitpunkt, so wird dieser Tag bei der Berechnung der Frist nach § 187 Abs. 2 BGB mitgerechnet, das gilt auch beim Geburtstag bei der Berechnung des Lebensalters.
Das Fristende ist in § 188 BGB etwas umfassender geregelt, weil es die unterschiedlich benannten Zeiträume berücksichtigt. Einfach ist nach § 187 Abs. 1 BGB die nach Tagen bestimmte Frist, sie endet mit dem Ablauf des letzten Tages der Frist. Eine Frist, die nach Wochen, nach Monaten oder nach einem mehrere Monate umfassenden Zeitraum – Jahr, halbes Jahr, Vierteljahr – bestimmt ist, endet im Falle des § 187 Abs. 1 BGB mit dem Ablauf desjenigen Tages der letzten Woche oder des letzten Monats, welcher durch seine Benennung oder seine Zahl dem Tage entspricht, in den das Ereignis oder der Zeitpunkt fällt, und im Falle des § 187 Abs. 2 BGB mit dem Ablauf desjenigen Tages der letzten Woche oder des letzten Monats, welcher dem Tage vorhergeht, der durch seine Benennung oder seine Zahl dem Anfangstag der Frist entspricht.
Sodann klärt § 189 BGB darüber auf, dass unter einem halben Jahr eine Frist von sechs Monaten, unter einem Vierteljahr (Quartal) eine Frist von drei Monaten und unter einem halben Monat eine Frist von 15 Tagen zu verstehen ist. Dabei wird der Monat zu 30 Tagen und das Jahr mit 365 Tagen gerechnet (§ 191 BGB). Nach § 192 BGB ist unter „Anfang des Monats“ der erste, unter „Mitte des Monats“ der 15. und unter „Ende des Monats“ der letzte Tag des Monats zu verstehen. Fällt das Fristende auf einen Samstag, Sonntag oder gesetzlichen Feiertag, so gilt nach § 193 BGB der nächste Werktag als Fristende.

##### Natural- und Zivilkomputation
Bei der Berechnung der Fristen unterscheidet man zwischen Naturalkomputation und Zivilkomputation. Die Naturalkomputation stellt auf den konkreten Moment (eine bestimmte Uhrzeit) des Anfangstages ab. Der Vorteil der Naturalkomputation ist ihre Genauigkeit, ihr Nachteil besteht in der umständlichen Handhabung. Die Zivilkomputation berechnet nur nach Tagen. Dabei stellt sich die Frage, ob der Tag, in den das fristauslösende Ereignis fällt, mitzurechnen sei oder nicht. Das römische Recht ließ sich von dem Gedanken der Meistbegünstigung leiten. Die Mitternacht des nächsten Tages war für die Fristberechnung maßgeblich, wenn Rechtsverlust drohte (dies a quo non computatur). Kam hingegen ein Rechtserwerb in Betracht, war auf Mitternacht desselben Tages abzustellen. Die Volljährigkeit oder die Testierfähigkeit wurde demnach unter Umständen schon einige Stunden vor dem Erreichen der eigentlichen Altersgrenze von Rechts wegen zuerkannt.

##### Ereignisfristen und Beginnfristen
Das BGB stellt für nach Tagen, Wochen, Monaten oder Jahren bestimmte Fristen Auslegungsregeln (§ 186 BGB) zur Verfügung. Für nach Stunden bestimmte Fristen können sie nicht herangezogen werden. Nach § 187 Abs. 1 BGB ist beim Fristbeginn erst auf den folgenden Tag null Uhr abzustellen (Ereignisfrist), wenn für den Anfang einer Frist ein Ereignis (z. B. die Zustellung einer Entscheidung, eine Kündigung usw.) oder ein in den Lauf eines Tages fallender Zeitpunkt maßgebend ist. Das Fristende betreffend, wird bei einer nach Tagen bestimmten Frist der letzte Tag abgezählt. Die Frist endet mit dem Ablauf des letzten Tages (§ 188 Abs. 1 BGB). Bei Fristen, die nach Wochen, Monaten und Jahren bestimmt sind, endet mit dem Ablauf der (letzten) Woche, des (letzten) Monats oder des (letzten) Jahres, der durch seine Benennung oder Zahl dem Tag des fristauslösenden Ereignisses entspricht.
Die am 16. März 13 Uhr 50 durch die Zustellung eines Widerspruchsbescheids eingeleitete Monatsfrist beginnt am 17. März 0 Uhr und endet am 16. April 23:59:59 Uhr 
Trifft das Fristende auf einen Samstag, Sonntag oder gesetzlichen Feiertag, so verlängert sich die Frist auf den nächsten Werktag (§ 193 BGB). Zur Bestimmung, ob ein Tag ein (lokaler) Feiertag ist, ist der Wohn- oder Geschäftssitz des Adressaten und nicht des Absenders maßgeblich. Die Verschiebung beruht gerade darauf, dass an einem Feiertag eine Zustellung nicht möglich ist – diese Problematik stellt sich aber nur beim Adressaten.
Ist dagegen der Beginn eines Tages der für die Berechnung der Frist maßgebende Zeitpunkt, so wird der Tag bei der Berechnung der Frist nach § 187 Abs. 2 Satz 1 BGB mitgerechnet (Beginnfrist).
Die Wohnung ist ab Montag, dem 2. Februar, an Sie vermietet.
Das Gleiche gilt für die Berechnung des Lebensalters (§ 187 Abs. 2 Satz 2 BGB). Auch bei einer Beginnfrist werden bei einer Fristbestimmung nach Tagen die Tage abgezählt. Die Frist endet um 23:59:59 Uhr des letzten Tages der Frist.
Bei Fristbestimmungen nach Wochen, Monaten, Jahren läuft die Frist um 23:59:59 Uhr desjenigen Tages ab, welcher vor dem Tag der (letzten) Woche, des (letzten) Monats oder der (letzten) Jahres liegt, der nach seiner Benennung oder seiner Zahl dem Tag entspricht, an dem die Frist begonnen hat.
Die Entwürfe der Bauleitpläne sind ab dem 11. November für einen Monat zur Beteiligung der Öffentlichkeit nach § 3 BauGB ausgelegt: Die Frist endet am 10. Dezember.
Für die Bestimmung einer Frist für den letzten Tag (z. B. verschwommene Formulierung: „die Frist geht bis zum 3. März“) gilt ebenfalls juristisch ein Fristende an diesem Tag um 23:59:59 Uhr. Dass nach herrschendem Sprachgebrauch in Bayern diese bereits am 2. März, 23:59:59 Uhr enden solle, und nur dann eine Frist bis 3. März, 23:59:59 Uhr gelte, wenn sie „mit dem 3. März“ formuliert sei, ist eine regionaltypische Formulierung der Umgangssprache: In beiden Fällen endet die Frist – wie sonst in Deutschland üblich und auch durch das BGB gedeckt – am 3. März, 23:59:59 Uhr.

### Häufige Fristen
Zahlreiche Normen des Bürgerlichen Rechts setzen eine Fristsetzung voraus (Befristung). Insbesondere bei Geltendmachung eines Schadensersatzes statt der Leistung (§ 280 Abs. 1 und 3 BGB) bei nicht oder „nicht wie geschuldet erbrachter Leistung“ gemäß § 281 BGB ist eine Fristsetzung regelmäßig erforderlich. Aber auch vor einem möglichen Rücktritt nach § 323 Abs. 1 BGB bedarf es grundsätzlich einer Fristsetzung. Aus privaten Verträgen ergeben sich beispielsweise Fristen zur Wahrnehmung der Rechte aus privaten Versicherungen, Bankgeschäften (Kreditgeschäft und Einlagengeschäft) und Kündigungsfristen.
Im Recht kommt der Frist eine besondere Bedeutung im Gerichts- und Verwaltungsverfahren sowie im Verjährungsrecht zu. Fristen können von Gesetzes wegen, aufgrund eines Vertrages oder aufgrund einer behördlichen oder gerichtlichen Anweisung zu beachten sein. Man unterscheidet zwischen Ausschlussfristen (auch: Verfallfrist, Präklusionsfrist) und Verjährungsfristen.
Beispiele für Fristen sind Meldepflichten aller Art (insbesondere die Meldefrist bei Wohnortswechsel, Bankmeldewesen), Fristen für die Einreichung des Steuerbescheids, eines Widerspruchs (Widerspruchsfrist) oder eines Einspruchs, sowie Fristen zur Wahrnehmung der Rechte aus der Sozialversicherung.
Nach Ablauf einer Verjährungsfrist steht dem Schuldner eines Anspruchs eine dauerhafte Einrede gegen den Anspruch zu, welche ihn berechtigt, die Leistung an den Gläubiger zu verweigern (rechtshemmende so genannte „peremptorische“, weil dauerhafte Einrede). Kennzeichnend für die Verjährungsfristen ist, dass der Schuldner sich auf den Fristablauf berufen muss, die Voraussetzungen für den Fristablauf in tatsächlicher Hinsicht nachzuweisen hat und der Fristablauf den Anspruch des Gläubigers nur hemmt und nicht vernichtet. Die Fristen für die Verjährung, der Beginn der Fristen, ihre Hemmung und Unterbrechung sind in den §§ 203 ff. BGB geregelt. Ordnet das Gesetz nicht ausdrücklich eine Verjährungsfrist an, so liegt eine Ausschlussfrist vor.

## Österreich
Nach § 902 ABGB werden in Österreich Fristbeginn, Fristzeitraum und Fristende wie in Deutschland berechnet. § 903 ABGB stellt klar, dass die Rechtsfolgen der Nichterfüllung einer Verbindlichkeit oder eines Versäumnisses erst mit dem Ablauf des letzten Tages der Frist eintreten. Dabei zählt anders als in Deutschland der Samstag – zumindest zivilrechtlich – zu den Werktagen.

## Schweiz
In der Schweiz versteht sich die Bestimmung „Anfang/Ende Monat“ als erster/letzter Tag im Monat (Art. 76 Abs. 1 OR), unabhängig von der Länge bedeutet „Mitte Monat“ der 15. des Monats (Art. 76 Abs. 2 OR). Fristen von 30, 60 oder 90 Tagen sind effektiv und nicht als Monate zu verstehen (analog zu Art. 77 Abs. 1 Ziff. 1 OR). Auch in der Schweiz zählt der Samstag zivilrechtlich zu den Werktagen, da er in Art. 78 OR nicht erwähnt ist; doch ist er dem Feiertag seit Oktober 1963 gleichgestellt.